# Banque suisse et française
Pour les articles homonymes, voir BSF.
La Banque suisse et française (BSF) est un ancien établissement financier fondé par Ernest Méjà et Benjamin Rossier. Ils avaient déjà travaillé ensemble pour la Banque fédérale SA et leur entreprise commença en rachetant la filiale parisienne de cette banque suisse. 
La BSF commença son activité le 1er juillet 1894 avec un capital d'1 million de francs, 12 employés et établit son siège social au 27 rue Laffite à Paris. Méjà resta directeur de la banque avec Rossier jusqu'à sa mort en 1910. Rossier continua à diriger la BSF jusqu'à sa retraite en 1936. La contribution des deux hommes à l'économie française fut reconnue lorsqu'ils furent faits chevaliers de la Légion d'honneur.
Dès ses premiers jours, la banque fut active dans le commerce et l'industrie. Elle aida à la construction du métro de Paris et à l'installation de l'éclairage public. Le nombre d'employés fut multiplié par 10 au cours du siècle[pas clair] et la banque déménagea dans de plus vastes locaux en 1908, au 20 rue Lafayette. En 1912, la BSF ouvrit 14 agences de quartier à Paris et la première agence en province, à Lille. La BSF étendit son réseau en province par l'ouverture d'agences à Tourcoing et Lille en 1913. En 1914, la BSF créa une succursale à Marseille en reprenant la Banque du Colombier. 
Le 15 janvier 1917, la Banque suisse et française fusionna avec la Caisse de crédit de Nice et la Maison Aynard et fils, donnant naissance au Crédit commercial de France.